# Gerhard Lindner
Pour les articles homonymes, voir Lindner.
Gerhard Lindner, né le 26 décembre 1896 à Bautzen et mort le 4 juin 1982 à Aurich, est un Generalmajor allemand qui a servi au sein de la Heer (armée de terre) dans la Wehrmacht pendant la Seconde Guerre mondiale.
Il a été décoré de la croix de chevalier de la croix de fer. Cette décoration est attribuée pour récompenser un acte d'une extrême bravoure sur le champ de bataille ou un commandement militaire avec succès.

## Biographie
Gerhard Lindner est le fils du maire de Bautzen, Eduard Lindner, et de son épouse Rosa. Il s'engage le 22 août 1914 comme porte-drapeau dans le 103e régiment d'infanterie et participe à la première guerre mondiale et, le 5 mars 1915, est promu au grade de Leutnant. Il est décoré de la croix de fer de deuxième classe puis de celle de première classe.
Lindner participe à la seconde guerre mondiale avec le grade de Major pour la campagne de France. Il combat ensuite sur le front de l'Est. Il est promu le 1er mars 1942 au grade d'Oberstleutnant, puis Oberst le 1er décembre 1942. Il est placé à la tête de la 17e division SS Götz von Berlichingen du 9 au 21 janvier 1945. il est promu au grade de Generalmajor le 20 avril 1945 et devient commandant de la 346e division d'infanterie : il reçoit la croix de chevalier de la croix de fer le 5 mai 1945, trois jours avant la fin du conflit. Il est capturé par les Alliés en mai 1945 et libéré en 1947.

## Promotions
| Fahnenjunker   | 22 août 1914      |
| Leutnant       | 5 mars 1915       |
| Hauptmann      | 1er décembre 1935 |
| Major          | 1er décembre 1939 |
| Oberstleutnant | 1er mars 1942     |
| Oberst         | 1er décembre 1942 |
| Generalmajor   | 20 avril 1945     |

## Décorations
- Croix de fer (1914)
  - 2e Classe
  - 1re Classe
- Croix d'honneur pour combattants 1914-1918
- Agrafe de la Croix de fer (1939)
  - 2e Classe
  - 1re Classe
- Insigne de combat d'infanterie
- Médaille de service de longue durée de la Wehrmacht 4e classe
- Médaille du front de l'Est
- Agrafe de combat rapproché
  - en bronze
- Agrafe de la liste d'honneur (17 novembre 1943)
- Croix allemande en or (7 février 1943)
- Croix de chevalier de la croix de fer
  - Croix de chevalier le 5 mai 1945 en tant que Generalmajor et commandant de la 346. Infanterie-Division[1]